# Legde/Quitzöbel
Legde/Quitzöbel é um município da Alemanha, situado no distrito de Prignitz, no estado de Brandemburgo. Tem 41,42 km² de área, e sua população em 2019 foi estimada em 601 habitantes.